# 宾德基
宾德基（Bindki），是印度北方邦Fatehpur县的一个城镇。总人口34197（2001年）。

## 人口
该地2001年总人口34197人，其中男性18138人，女性16059人；0—6岁人口4572人，其中男2389人，女2183人；识字率64.46%，其中男性为70.36%，女性为57.80%。